# Тит Приферний Пет (консул 146 г.)
Тит Приферний Пет (на латински: Titus Prifernius Paetus) е политик и сенатор на Римската империя през 2 век.
Той е вероятно роднина с Тит Приферний Пет (суфектконсул 96 г.).
През 146 г. Приферний Пет е суфектконсул заедно с Публий Мумий Сисена Рутилиан.